# Cerna, Timiș
Cerna este un sat în comuna Liebling din județul Timiș, Banat, România.

## Istorie
Într-un defter otoman din 1554, este consemnată cu 20 case.

## Legături externe

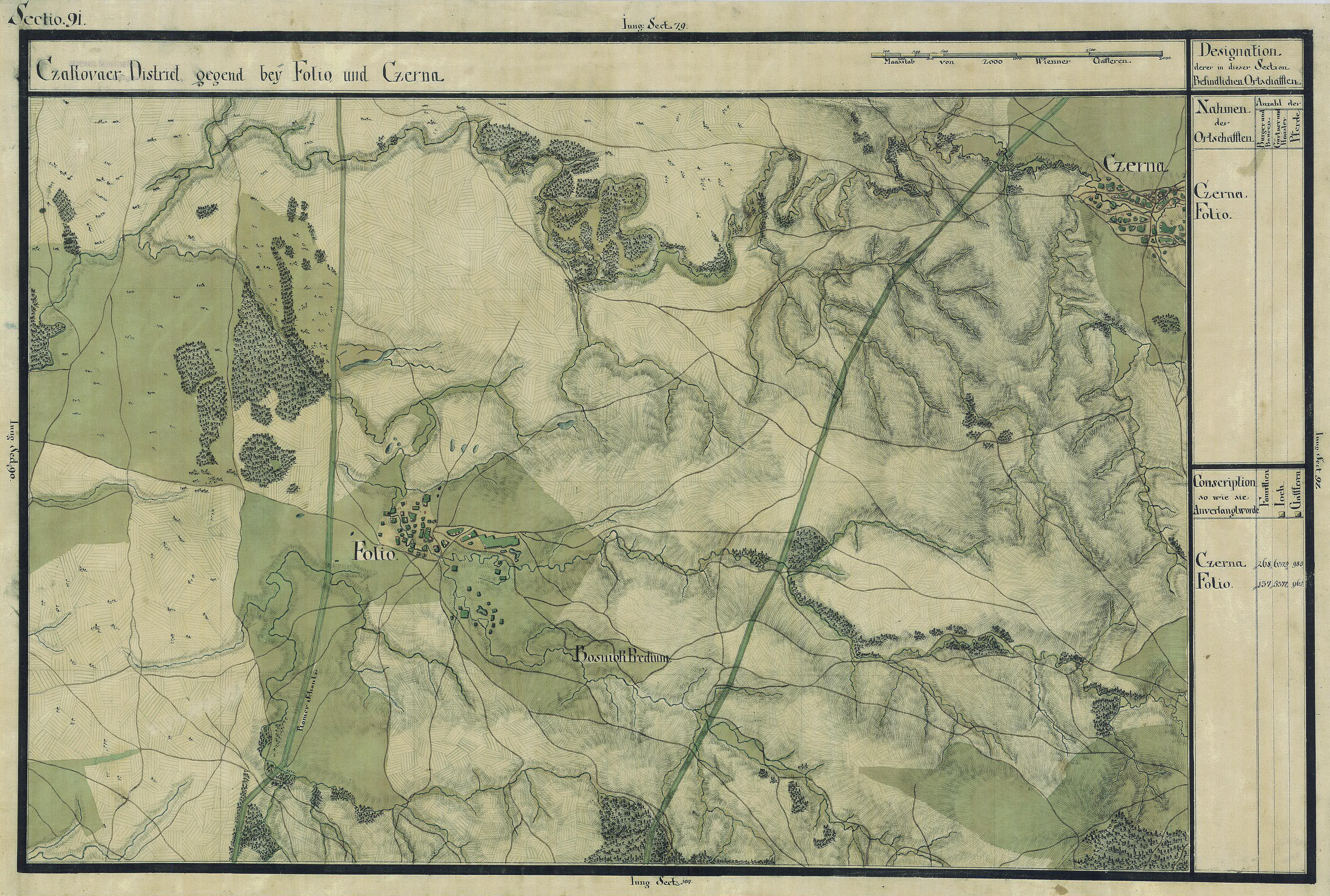
Cerna în Harta Iosefină a Banatului, 1769-72